# Động đất Guerrero 2021
Động đất Guerrero 2021 là trận động đất mạnh Mw 7,0 hoặc 7,1 độ richter đã xảy ra gần thành phố Acapulco ở bang Guerrero của Mexico vào lúc 20:47 giờ địa phương ngày 7 tháng 9 với cường độ ước tính là VIII (Nghiêm trọng) trên thang đo Mercalli. Trận động đất khiến 3 người thiệt mạng và ít nhất 20 người bị thương. Ít nhất 1,6 triệu người ở Mexico đã bị ảnh hưởng bởi trận động đất dẫn đến thiệt hại nghiêm trọng cục bộ. Trận động đất xảy ra vào ngày kỷ niệm trận động đất Chiapas 2017 đo được 8,2 Mw. Đây cũng là trận động đất lớn nhất ở Mexico kể từ trận động đất Oaxaca 2020 khiến 10 người thiệt mạng và gây thiệt hại nặng nề cho đến tận Thành phố Mexico.

## Kiến trúc
Mexico là một trong những khu vực có nhiều địa chấn nhất trên thế giới; nằm ở ranh giới của ít nhất ba mảng kiến tạo. Bờ biển phía tây của Mexico nằm ở ranh giới mảng hội tụ giữa mảng Cocos và mảng Bắc Mỹ. Mảng Cocos bao gồm thạch quyển đại dương dày đặc hơn, chìm xuống dưới lớp vỏ lục địa ít dày đặc hơn của mảng Bắc Mỹ. Phần lớn diện tích đất Mexico nằm trên mảng Bắc Mỹ di chuyển về phía tây. Do lớp vỏ đại dương tương đối dày đặc nên khi đáy Thái Bình Dương gặp lớp vỏ lục địa nhẹ hơn của phần đất liền Mexico, đáy đại dương chìm xuống bên dưới mảng Bắc Mỹ tạo ra rãnh Trung Mỹ dọc theo bờ biển phía nam Mexico. Đôi khi, giao diện tiếp xúc hoặc lực hút vùng hút chìm giải phóng biến dạng đàn hồi trong các trận động đất. Sự nâng lên lớn và đột ngột của đáy biển có thể tạo ra sóng thần lớn.

## Động đất
Trận động đất là một sự kiện đứt gãy do lực đẩy nằm trên hoặc gần ranh giới vùng hút chìm của mảng Caribe và mảng Cocos. Các trận động đất có kích thước này theo Cơ quan Khảo sát Địa chất Hoa Kỳ có kích thước vỡ 40x20 km. Trận động đất xảy ra ở khu vực phía nam của Guerrero Gap; một lỗ hổng địa chấn có khả năng tạo ra một trận động đất 8,0 độ richter. Trận động đất lần đầu tiên được USGS đo được ở cường độ 7,4 độ richter, tuy nhiên sau đó nó đã bị hạ cấp độ xuống 7,0. Trận động đất xảy ra ở độ sâu tương đối nông, chỉ 12 dặm (20 km) dưới bề mặt, điều này có thể làm khuếch đại hiệu ứng rung chuyển. Nhiều nhà địa chấn học ở Mexico đã cảnh giác sau sự kiện này vì nó xảy ra trên khe địa chấn, nơi chưa có trận động đất lớn nào xảy ra trong hơn 110 năm qua.

## Thiệt hại
Theo Ban Thư ký Bảo vệ Dân sự Guerrero, hơn 1.801 công trình bao gồm nhà cửa, trường học, khách sạn, bệnh viện và văn phòng đã bị hư hại. Khoảng 70 sự cố sập đường đã được báo cáo, 58 trong số đó xảy ra giữa các thành phố Acapulco và Chilpancingo. 11 báo cáo về các vụ sập đường đã xảy ra trên Đường cao tốc Liên bang Mexico 95 từ Iguala đến Chilpancingo. Ít nhất 56 vụ rò rỉ khí gas cũng được báo cáo ở Acapulco.
Tại Acapulco, chỉ cách tâm chấn 3 km (1,9 mi), các tòa nhà rung chuyển và bị hư hại; cũng có những vụ mất điện và nhiều vụ rò rỉ khí gas được báo cáo. Các cột điện và mặt tiền nhà thờ được báo cáo đã bị sập và làm hư hại nhiều ô tô dọc theo Đại lộ Costera. Nhiều tòa nhà ở Acapulco bị hư hại cấu trúc và cửa sổ bị vỡ. Ít nhất 12 vụ rò rỉ khí gas đã được báo cáo. Các trận lở đất xảy ra trong thành phố làm tắc nghẽn các con đường và làm gián đoạn giao thông. Đường cao tốc và nhà cửa cũng bị vùi lấp một phần do lở đất và lở đất. Trận động đất đã tạo ra sự hoảng loạn trong thành phố và khiến nhiều người phải rời khỏi các khách sạn. Các hư hỏng nhỏ đã được phát hiện trong các tòa nhà ga cuối tại Sân bay Quốc tế Acapulco, khiến các hoạt động bị đình chỉ cho đến 11:30 giờ địa phương ngày hôm sau. Tuy nhiên, tháp kiểm soát không lưu của sân bay đã bị hư hại nghiêm trọng khi gạch trần và mảnh vỡ rơi xuống phòng điều khiển.
Hơn 200 căn hộ tại một chung cư ở Diamante, Acapulco bị cư dân bỏ hoang do mức độ hư hỏng và lo ngại không an toàn cho người ở. 26 tòa nhà khác trong thành phố đã bị bỏ hoang bởi cư dân, họ đã ngủ qua đêm trên đường phố. Các bức tường chắn của một trường học trong khu phố Primero de Mayo bị sập, làm lộ nền móng và khiến cấu trúc có nguy cơ sụp đổ hoàn toàn. Các khu định cư nông thôn bao gồm Xaltianguis, Xolapa, Las Tortolitas, El Playón, La Sierrita, San José, Pablo Galeana, Las Marías, Agua Zarca và La Calera đều bị ảnh hưởng bởi trận động đất, tất cả đều báo cáo thiệt hại về nhà cửa và thương tích. Một ngôi nhà ba tầng sang trọng ở khu Punta Brava của thành phố đã bị sập hoàn toàn trong trận rung chuyển.
Trận động đất đã quật ngã cây Enterolobium cyclocarpum lớn 50 năm tuổi trên đường José María Iglesias, một điểm thu hút khách du lịch mang tính biểu tượng ở Acapulco. Cây đổ làm gián đoạn luồng giao thông khi đổ xuống đường. Ít nhất 10 nhân viên dịch vụ công cộng đã di dời phần còn lại của cây vào lúc 08:00 giờ địa phương vào ngày 8 tháng 9.
Casona De Benito Juarez là một trung tâm di sản và điểm thu hút khách du lịch khác đã bị ảnh hưởng nghiêm trọng bởi trận động đất. Tòa nhà được xây dựng từ trước những năm 1950 đã bị sập hoàn toàn một bức tường bằng gạch nung và có một số vết nứt lớn. Các mảnh ngói, bùn và đá được sử dụng để xây dựng tòa nhà nằm rải rác trên mặt đất sau trận động đất.
Theo Héctor Astudillo, thống đốc Guerrero, một người đã thiệt mạng tại khu đô thị Coyuca de Benítez do một cây cột rơi xuống. Nạn nhân ở Luces en el Mar cho biết đã mất kiểm soát chiếc xe máy mà anh ta đang đi và bị ngã. Một người khác cũng chết vì đau tim ở Puebla. Một trường hợp tử vong thứ ba được báo cáo ở Xaltianguis, Guerrero. Một người phụ nữ lớn tuổi đã thiệt mạng khi hàng rào tại một phòng khám mà bà đang thăm khám bị sập. Ít nhất 20 người bị thương ở các thị trấn nông thôn xung quanh khu vực Acapulco trong trận động đất.
Ít nhất 1,6 triệu người dân ở Thành phố Mexico và bốn bang khác của Mexico bị mất điện. Báo động vang lên ở Thành phố Mexico được kích hoạt bởi hệ thống cảnh báo sớm động đất của đất nước, cung cấp cho người dân vài giây cảnh báo nâng cao trước khi cảm nhận được rung chuyển. Các vụ nháy điện và mất điện đã được báo cáo ở khu vực Thành phố Mexico, khiến cư dân hoảng loạn và phải sơ tán khỏi nhà của họ. Đèn động đất, một loại hiện tượng phát sáng trên không, cũng được báo cáo trên một số thành phố trong nước.
Tại Thành phố Mexico, hành khách trên thang máy gondola Cablebús đã bị mắc kẹt trên tàu trong khoảng một giờ, do hệ thống ngừng hoạt động trong trận động đất.

## Sóng thần
Một cơn sóng thần cao 1,2 feet (0,37 m) đã được ghi lại ở Acapulco lúc 01:54. Cùng một trạm quan sát đã quan sát một trận sóng thần cao tới 0,48 mét lúc 02:04.

## Phản ứng
Sau khi biết tin động đất, thị trưởng của Acapulco, Adela Román, đã kêu gọi cư dân bình tĩnh trong khi tình hình đang được bàn luận.
Các nhà chức trách ở Guerrero đã yêu cầu một Tuyên bố về Thảm họa cho khu vực để ứng phó với trận động đất.